# Троллоп, Эндрю
Эндрю Троллоп (англ. Andrew Trollope; погиб 29 марта 1461 при Таутоне, Йоркшир, Королевство Англия) — английский рыцарь, участник Столетней войны и Войн Алой и Белой розы. Сражался на стороне Ланкастеров, отличился в сражении при Уэйкфилде в декабре 1460 года и во второй битве при Сент-Олбансе в феврале 1461 года, где командовал авангардом. Погиб в битве при Таутоне.

## Биография
Эндрю Троллоп был человеком низкого происхождения: он родился в семье красильщика из Дарема и посвятил свою жизнь военной службе. Карьера Троллопа началась во Франции в 1420-х годах. Он служил простым солдатом под командованием Томаса Бурга, позже в гарнизонах Френе-Ле-Виконта и Кана, под началом сэра Джона Фастольфа участвовал в рейде герцога Сомерсета в Пикардию в феврале 1440 года. К 1442 году Троллоп был лейтенантом во Френее под командованием сэра Ричарда Вудвилла, ту же должность он занимал при коменданте Осберте Мандефорде, когда тот сдал замок французам в 1450 году. Незадолго до 1455 года Троллоп женился на сестре Мандефорда (протеже семьи Бофортов, ставшего в сентябре 1448 года генеральным казначеем герцогства Нормандия), и этот брак существенно помог в его карьере. К 1455 году Троллоп стал начальником порта Кале. В этом качестве он боролся с пиратами и французами, захватывал и грабил нейтральные корабли.
Между тем в Англии началась гражданская война, известная как Войны Алой и Белой розы. Изначально Троллоп примкнул к Йоркам: в 1459 году он высадился в Англии с Ричардом Невиллом, 16-м графом Уориком, и возглавил часть армии Ричарда Йоркского на Ладфордском мосту, где произошла встреча с войском короля. Однако, когда Генрих VI объявил, что простит всех врагов, которые об этом попросят, Троллоп перешёл на его сторону вместе с большей частью своего отряда. Это так ослабило йоркистов, что они бежали без боя.
Теперь Троллоп был верным сторонником Ланкастеров. Он вернулся во Францию вместе с Генри Бофортом, 3-м герцогом Сомерсетом, чтобы взять Кале, потерпел неудачу, но смог убедить гарнизон Гина перейти на сторону Ланкастеров. 24 марта 1460 года он был назначен комендантом Гина. Поражение Сомерсета в битве при Ньюенхемском мосту 23 апреля и отсутствие подкреплений (отряд, высланный из Сэндвича, был перехвачен врагом) вынудили Троллопа сдать Гин йоркистам, после чего он вернулся в Англию.
Троллоп оказался ценным стратегом для королевы Маргариты Анжуйской, одного из руководителей ланкастерской партии. Он участвовал в организации засады в Уорксопе на пути Ричарда Йоркского на север в декабре 1460 года. По одной из версий, накануне битвы при Уэйкфилде 30 декабря 1460 года Троллоп со своим отрядом перешёл на сторону врага, а в решающий момент ударил ему в тыл, благодаря чему йоркисты были наголову разгромлены; погибли Йорк и Ричард Невилл, 5-й граф Солсбери. Затем Троллоп принял участие в походе ланкастерской армии на Лондон. Во второй битве при Сент-Олбансе 17 февраля 1461 года, где был разгромлен граф Уорик, Троллоп командовал авангардом и был ранен в ногу. После боя король посвятил его в рыцари, причём Троллоп, принимая награду, смог пошутить. «Милорд, я не заслужил этого, — сказал он Генриху VI, — я убил всего пятнадцать человек, но я стоял на одном месте, а они сами приходили ко мне, и их тела до сих пор у меня».
О важности сэра Эндрю для дела Ланкастеров говорит тот факт, что в марте 1461 года сын Ричарда Йоркского Эдуард, незадолго до того провозглашённый королём, предложил награду в 100 фунтов тому, кто убьет «некоторых названных врагов дома Йорков», включая Троллопа. После Сент-Олбанса ланкастерское командование не решилось брать Лондон и отвело армию на север, а за ним двинулось войско Йорков. 29 марта 1461 года произошла решающая битва при Таутоне, где Троллоп снова командовал авангардом — на этот раз вместе с графом Нортумберлендом. Он погиб в схватке вместе со многими другими руководителями ланкастерской партии.

## Семья
В браке с Элизабет Мандефорд у Троллопа родилась дочь Маргарет, жена Ричарда Калле из Бактона, управляющего у дворянской семьи Пастонов в Саффолке.